# Tiny Forest

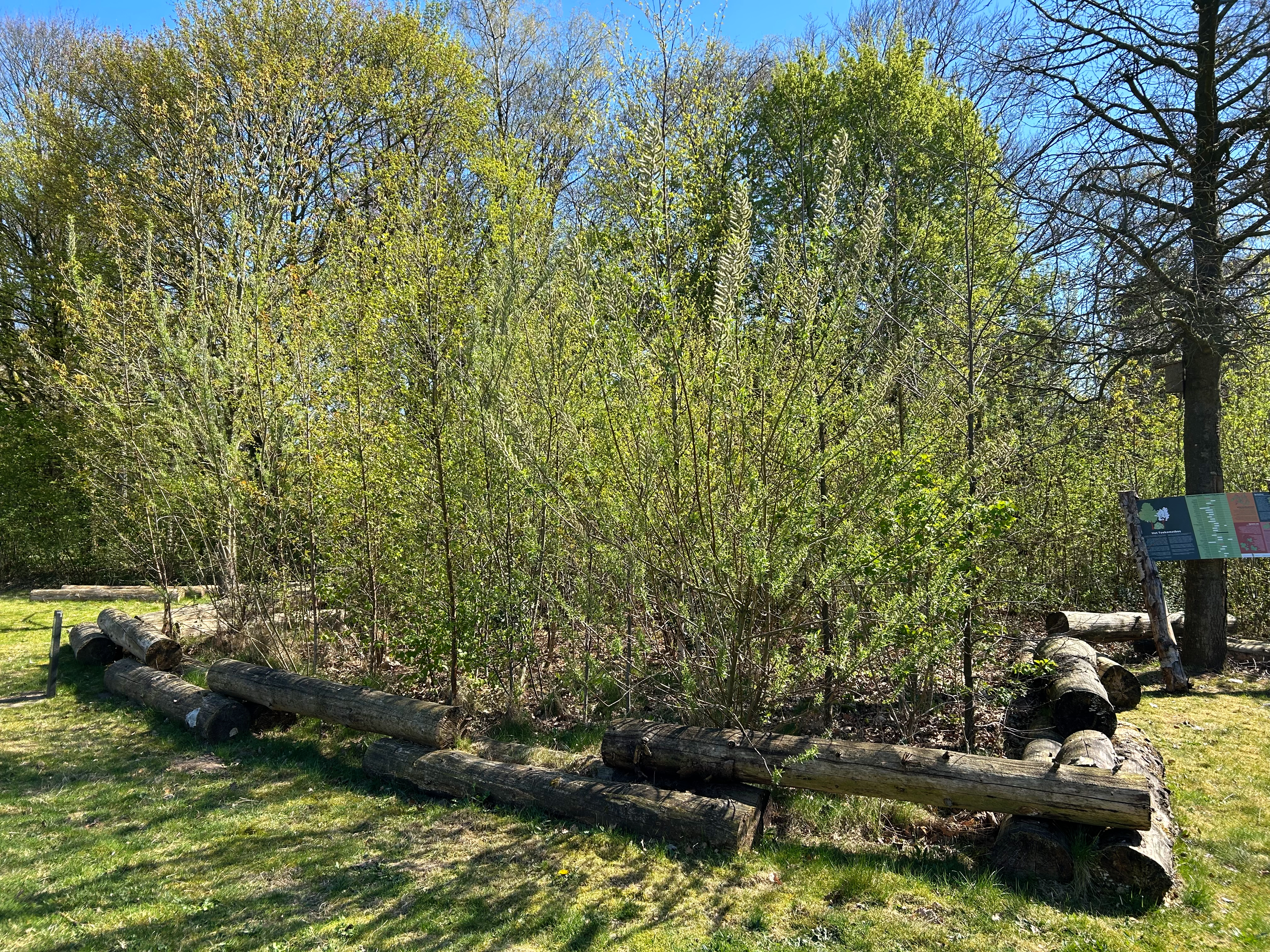
Een Tiny Forest in Nijmegen.

Een Tiny Forest is een klein bosje met uitsluitend inheemse soorten, ongeveer ter grootte van een tennisbaan (circa 250 m²), waar in beginsel geen of zo weinig mogelijk ingrepen worden gedaan. Dit minibos voldoet aan een aantal strikte voorwaarden betreffende bodembewerking, hoeveelheid beplanting (bij aanleg drie bomen per m²) en betrokkenheid van kinderen en van de buurt. De principes van een Tiny Forest zijn bedacht door de Indiër Shubhendu Sharma, die zich op zijn beurt baseerde op ideeën van de Japanner Akira Miyawaki. De term Tiny Forest is een gedeponeerd handelsmerk (®) en mag dus niet zomaar voor elk klein bos gebruikt worden.

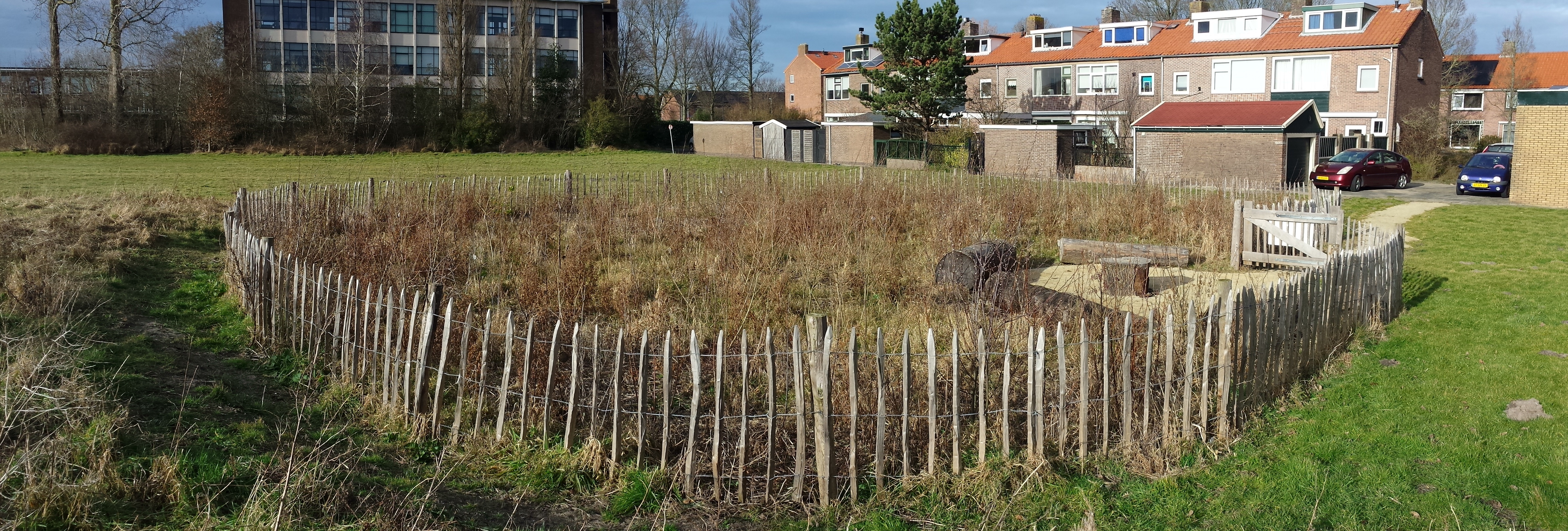
Tiny Forest van een jaar oud in Den Helder

## Achtergrond
Shubhendu Sharma was ingenieur bij Toyota, toen hij een lezing volgde van Akira Miyawaki, een Japans botanicus, gespecialiseerd in het herstellen van natuurlijke vegetatie en oerbossen. Miyawaki had in Japan reeds op meer dan 600 plaatsen oerbossen hersteld en werkte samen met Toyota om op de bedrijfsterreinen bossen aan te planten. In 2009 ging Miyawaki ook op het Toyota-terrein in de omgeving van Bangalore (India) een bos aanplanten en Sharma bood aan hem daarbij te helpen. Ook in zijn eigen kleine familietuin creëerde Sharma vervolgens een klein bosje, ter grootte van 75 m². Onder de indruk van het succes richtte hij in januari 2011 het bedrijf Afforestt op, met als doel het terugbrengen van oerbossen. Twee principes staan hierbij centraal: er wordt alleen gewerkt met inheemse planten en er is oog voor de bodemkwaliteit. Hij werd zelf CEO van het bedrijf.
Sharma richtte zich op het realiseren van zeer kleine bosjes, die hij Tiny Forests noemde. Afforestt ging eerst aan de slag in India, waar op verschillende plaatsen Tiny Forests werden gecreëerd. De ideeën kregen snel een ruime belangstelling en een TED-talk van Sharma in 2014 zorgde voor een nog bredere verspreiding, onder meer in Nederland. In 2017 had Afforestt reeds 98 kleine bossen gecreëerd in 34 steden, verspreid over India, Pakistan, Kenia, Nederland, Iran, Singapore en de Verenigde Staten. Begin 2019 waren dat er al 111 in 38 steden, verspreid over negen landen.

## Kenmerken
Toen de term Tiny Forest gebruikt werd voor uiteenlopende initiatieven, die soms erg afweken van de oorspronkelijke ideeën, werden de voorwaarden en de kenmerkende eigenschappen nader gedefinieerd en vastgelegd in een checklist. In samenwerking met Shubhendu Sharma maakte het Nederlandse IVN er een geregistreerd handelsmerk van.
De basiskenmerken zijn dat een Tiny Forest een dichtbegroeid, inheems bos is met een oppervlakte van ongeveer 200 m²; voor particulieren volstaat reeds een oppervlakte van ongeveer 100 m². De vorm van het bos kan verschillen, maar het bosje mag nergens minder dan 4 meter breed zijn, zonder onderbroken te zijn door een pad of dergelijke. Bij de aanleg dienen drie bomen per vierkante meter te worden aangeplant, wat neerkomt op een gemiddeld totaal van een 600-tal bomen. De beplanting moet samengesteld zijn uit minimaal 25 verschillende, uitsluitend inheemse, streekeigen soorten bomen en struiken en deze moeten minimaal gedurende 10 jaar ongestoord kunnen groeien. Een mulchlaag van minimaal 15 cm is nodig en de eerste twee jaren moet het Tiny Forest omheind worden om de jonge aanplant te beschermen. Voor bosjes van particulieren worden geen nadere voorwaarden gesteld. Voor Tiny Forests in openbare ruimten worden bijkomende, sociale voorwaarden gesteld, zoals:
- het initiatief wordt genomen door een of meerdere lokale vrijwilligers.
- bij het bosje is zitplaats voor 30 kinderen.
- buurtbewoners en kinderen zijn betrokken bij de aanplanting.
- het bos wordt geadopteerd door een basisschool of kinderopvang uit de buurt en deze maakt er ook minstens maandelijks gebruik van voor buitenactiviteiten.

Deze minibosjes vergroten de biodiversiteit. In steden kunnen ze water opvangen tijdens hevige regenbuien en voor verkoeling zorgen op warme dagen.
Personen of organisaties die willen overgaan tot de aanleg van een Tiny Forest kunnen daarvoor een gratis handboek aanvragen.

## Nederland
Nederland was het eerste Europese land waar het idee van tiny forests werd opgepikt. Daan Bleichrodt van IVN hoorde de TED-talk van Shubhendu Sharma en was meteen enthousiast. Hij ging op zoek naar Nederlandse partners en vond die in Zaandam. Sharma werd uitgenodigd aanwezig te zijn bij de start van het eerste project, dat werd aangelegd in het Darwinpark. Nog datzelfde jaar was het eerste tiny forest op Nederlandse bodem een feit. Leerlingen van twee scholen, De Gouw en de Vrije School, hielpen met de aanplant, samen met de gemeente en een aantal verenigingen. Er werd meteen een onderzoeksproject aan gekoppeld: naast het Tiny Forest werd een controlebos aangeplant, waardoor verschillen in ontwikkeling kunnen worden gevolgd. De Universiteit van Wageningen doet het wetenschappelijke onderzoek. In 2018 werd een eerste rapport gepubliceerd.
Andere gemeenten volgden snel in Nederland. In oktober 2019 waren al 35 Tiny Forests aangelegd, waarvan drie door particulieren. In april 2020 zijn er al meer dan 70 Tiny Forests geplant in Nederland en er liggen er ook 15 bij mensen in de achtertuin. IVN natuureducatie heeft samenwerkingsverbanden met 60 gemeenten en legt de komende jaren minimaal 210 Tiny Forests aan in Nederland.

## Caribisch Nederland
Curaçao is het eerste eiland binnen het Nederlands Koninkrijk waar het idee van Tiny Forests werd opgepikt. Het eerste Tiny Forest dat het IVN in samenwerking met Shubendu Sharma van Afforest in Nederland heeft geplant heeft Curaçaoënaar Lennart Bak enorm geïnspireerd. Toen Lennart in 2018 naar Curaçao verhuisde onderzocht hij de mogelijkheden om de beweging van Tiny Forests ook op Curaçao en de overige Antillen van de grond te krijgen. Dit omdat er op de Antillen sprake is van (illegale) kap van inheemse plantsoorten en terwijl begroeiing een enorme invloed heeft op het leefklimaat en waterhuishouding op de eilanden.
Lennart heeft samenwerking gezocht met Tiny Forest-initiator Daan Bleichrodt van het IVN en gewerkt aan de wijze van aanpak en toepasbaarheid in een tropisch klimaat. Tegelijkertijd is Lennart in gesprek gegaan met scholen om het idee een Tiny Forest te planten te pluggen. De uitkomst is dat in oktober 2019 bij het Klein College in Willemstad op Curaçao het eerste Tiny Forest in het Caribisch deel van het Koninkrijk geplant is. Het land waar het bos op groeit, ligt naast de tuinkas van de school en vormt zo een integraal onderdeel van het natuur-en-educatieprogramma van de school. Om meer Tiny Forests te planten is in 2021 de stichting Hòfi Chikí opgericht, komende jaren staan in het licht van het verder uitrollen van het aantal Tiny Forests.

## België
In België werden de eerste twee Tiny Forests begin 2020 geplant: een in de gemeente Schoten, bij campus Kajee, en een in Brussel. De komende jaren gaat Goodplanet aan de slag met de uitrol van Tiny Forests in België, met de hulp van IVN natuureducatie.

## Engeland
Begin 2020 is het eerste Tiny Forest van Engeland geplant in Witney, dicht bij Oxford. Earthwatch gaat het Tiny Forest-concept uitrollen in Engeland met behulp van IVN natuureducatie en Afforestt.